# Lamar Heights
Lamar Heights és una població dels Estats Units a l'estat de Missouri. Segons el cens del 2000 tenia 216 habitants.

## Demografia
Segons el cens del 2000, Lamar Heights tenia 216 habitants, 89 habitatges, i 59 famílies. La densitat de població era de 104,2 habitants per km².
Dels 89 habitatges en un 30,3% hi vivien nens de menys de 18 anys, en un 52,8% hi vivien parelles casades, en un 9% dones solteres, i en un 32,6% no eren unitats familiars. En el 29,2% dels habitatges hi vivien persones soles el 7,9% de les quals corresponia a persones de 65 anys o més que vivien soles. El nombre mitjà de persones vivint en cada habitatge era de 2,43 i el nombre mitjà de persones que vivien en cada família era de 2,92.
Per edats la població es repartia de la següent manera: un 27,3% tenia menys de 18 anys, un 11,6% entre 18 i 24, un 25% entre 25 i 44, un 22,2% de 45 a 60 i un 13,9% 65 anys o més.
L'edat mediana era de 38 anys. Per cada 100 dones de 18 o més anys hi havia 96,3 homes.
La renda mediana per habitatge era de 30.625 $ i la renda mediana per família de 36.389 $. Els homes tenien una renda mediana de 25.000 $ mentre que les dones 21.000 $. La renda per capita de la població era de 16.018 $. Entorn del 18,6% de les famílies i el 18,3% de la població estaven per davall del llindar de pobresa.

## Poblacions més properes
El següent diagrama mostra les poblacions més properes.